# Nachgotik

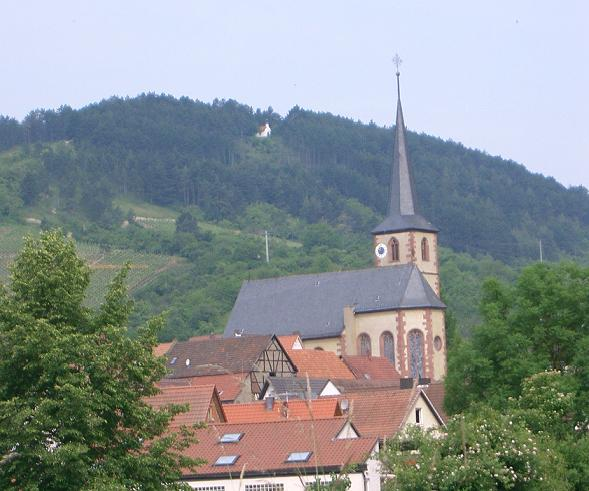
St. Andreas in Erlabrunn, Franken, geweiht 1657

Als Nachgotik bezeichnet man das Auftreten gotischer Architekturmotive in den Epochen der Renaissance und des Barocks, also nach der eigentlichen mittelalterlichen Epoche der Gotik.

## Hauptmerkmale
Es handelt sich einerseits um eine Weiterführung der mittelalterlichen Bautradition (vor allem im Gewölbebau) im Rahmen einer handwerklich und zünftisch geprägten Baukunst, andererseits um den programmatischen Einsatz ausgewählter gotischer Elemente wie Rippengewölbe und Maßwerkfenster im Sakralbau in Abgrenzung zum Profanbau. Nur selten findet sich der Stil deshalb an hochrangigen Profanbauten wie Schlössern oder Rathäusern. Mit den gotischen Motiven werden antikisierende wandbezogene Motive wie Säulen und Gebälke systematisch kombiniert.

## Verbreitung

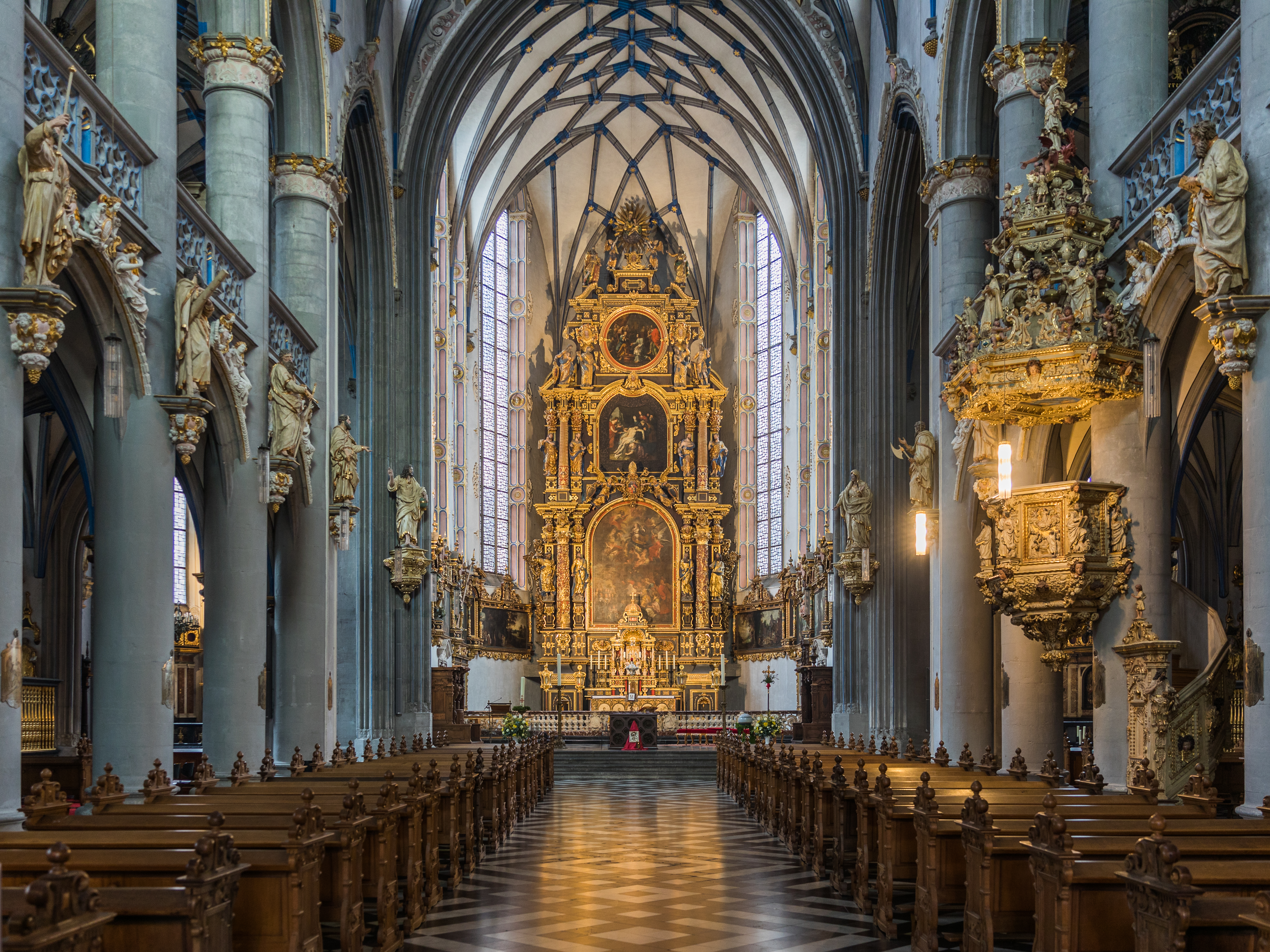
Der 1618 begonnene Innenraum der Jesuitenkirche St. Mariä Himmelfahrt in Köln

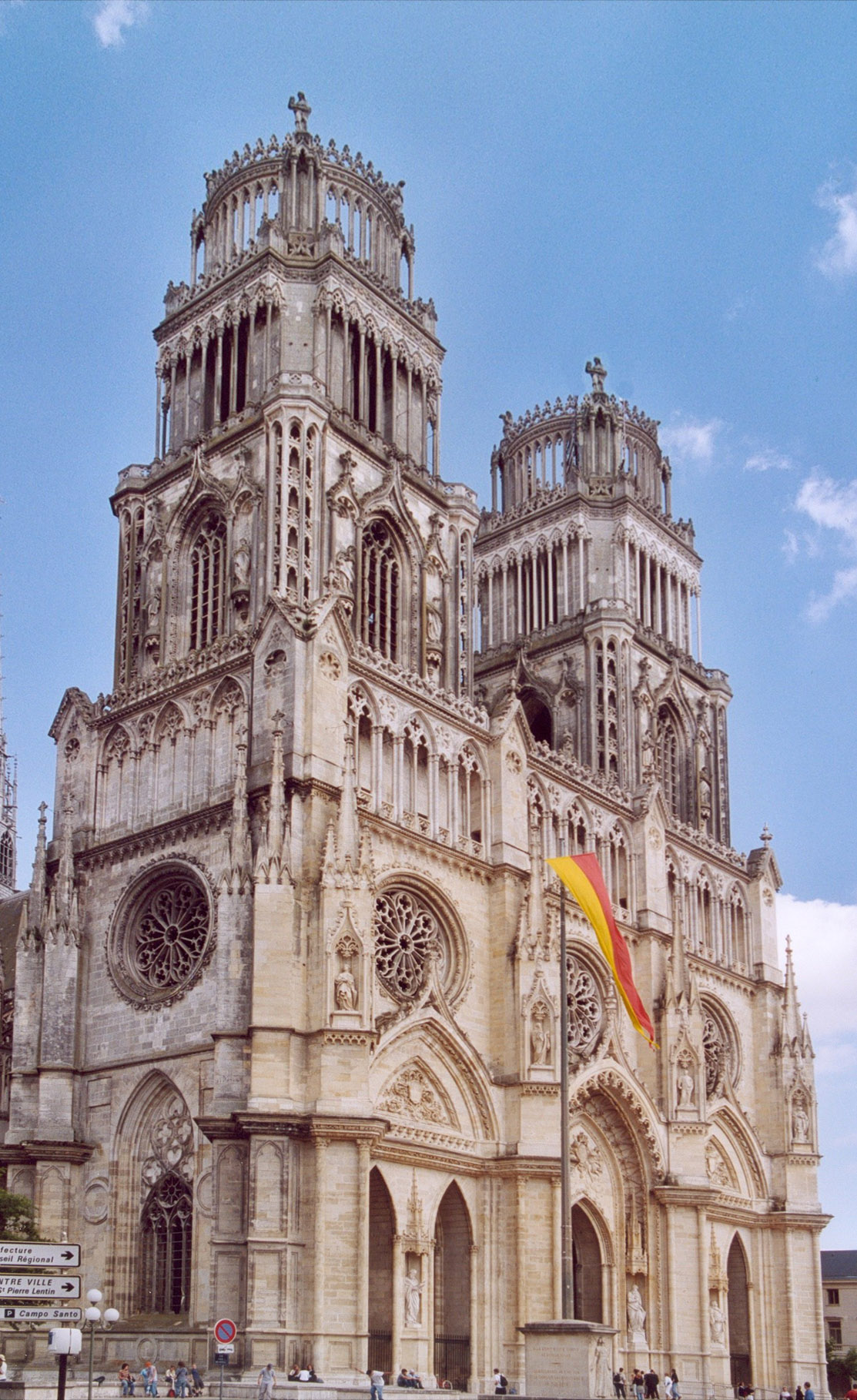
Mit dem Bau der Kathedrale von Orléans wurde 1601 begonnen

Die Verwendung von nachgotischen Formen war vor allem in den protestantischen Ländern für den Bau von Kirchen und Kapellen von großer Bedeutung, etwa in Gestalt der Hauptkirche Beatae Mariae Virginis in Wolfenbüttel und der Bückeburger Stadtkirche. Von ihnen ausgehend zeigt die Sakralarchitektur des Weserbarock nachgotische Tendenzen. Die Errichtung wichtiger und repräsentativer Profanbauten war eher selten, obwohl bis in das späte 17. Jh. hinein nachgotische Lösungen bei der Erweiterung der englischen Universitäten von Oxford und Cambridge eine zentrale Rolle spielten.
Auch in katholischen Gegenden gab es Formen der Nachgotik, beispielsweise in Franken die Echtergotik (ein veralteter Begriff, auch Echterstil oder Juliusstil genannt), die nach dem Würzburger Fürstbischof Julius Echter von Mespelbrunn benannt ist. Bekanntestes Beispiel ist die Wallfahrtskirche in Dettelbach. Nachgotische Prinzipien wurden gebietsweise auch im jesuitischen Kirchenbau verwendet (daher veraltet auch Jesuitengotik), z. B. die Sankt-Georg- und Dreifaltigkeitskirche in Molsheim und St. Mariä Himmelfahrt in Köln.
In der italienischen Architektur des Barock finden sich nachgotische Tendenzen bei Guarino Guarini; sein postum erschienenes Werk Architettura Civile (1686) enthält ein deutliches Bekenntnis zur Gotik, wie es sich in seiner Turiner San-Lorenzo-Kirche umgesetzt findet. Auf ihn aufbauend verarbeitet in der böhmischen Architektur des Spätbarock Johann Blasius Santini-Aichl in den Klosterkirchen von Sedlec und Kladruby sowie der Wallfahrtskirche Zelená Hora gotische Formenelemente. Ein Hauptbeispiel für die barocke Nachgotik des 18. Jahrhunderts in Österreich ist die Deutschordenskirche in Wien.
In Frankreich wurden verschiedene der großen Kathedralen auch in der Barockzeit in gotischen Formen weitergebaut bzw. sogar neu begonnen: so der 1601 begonnene Neubau der Kathedrale von Orléans oder Weiterbau der Kathedrale von Nantes ab 1627. Auf Initiative von König Franz I. wurde 1532 bis 1640 die Kirche Saint-Eustache in Paris errichtet, die die Großstruktur einer Kirche der Gotik mit den antikisierenden Einzelformen der Renaissance verbindet.
In der englischen Architektur findet sich eine wichtige nachgotische Komponente. Christopher Wren bezog sich in mehreren seiner nach dem Londoner Stadtbrand von 1666 errichteten Pfarrkirchenneubauten, etwa St Dunstan-in-the-East, auf gotische Vorbilder, desgleichen sein Schüler Nicholas Hawksmoor im All Souls College in Oxford und in den Westtürmen der Westminster Abbey. Das Landhaus Strawberry Hill des Schriftstellers und Politikers Horace Walpole, erbaut 1749 bis 1776, gilt als bekanntestes der englischen Nachgotik.

## Nachgotik und Neugotik
Als Nachgotik wird der Einsatz gotischer Formen im Rahmen einer grundsätzlich an der Antike orientierten Architektur (Renaissance, Barock) bezeichnet. Die gotischen Motive werden hier als Unterscheidungsmerkmal eingesetzt, z. B. um Kirchenbauten eine sakrale Anmutung zu geben. Demgegenüber ist die Neugotik die Neuformung oder Nachschöpfung von als Einheiten gedachter mittelalterlicher Baustile. In den Epochen der Romantik und des Historismus werden damit gleichermaßen Kirchen, Rathäuser, Wohngebäude oder Schlösser gestaltet.
Der Hauptunterschied auf der stilistischen Ebene ist gemäß Hermann Hipp, dass in der Nachgotik nur ausgewählte Motive zum Einsatz kamen. In Mitteleuropa beispielsweise wurde in der Nachgotik weitgehend auf den Einsatz von Fialen und Wimpergen verzichtet. In der Neugotik wird vielfach wieder auf die originären gotischen Stilelemente zurückgegriffen.